# Giuseppe Alessandro Furietti
Giuseppe Alessandro Furietti (Bérgamo, 24 de janeiro de 1684 - Roma, 14 de janeiro de 1764) foi um cardeal do século XVIII

## Biografia
Nasceu em Bérgamo em 24 de janeiro de 1684. De família antiga e patrícia. Filho de Giovanni Furietti, príncipe de Valenzano, e de Catarina Terzi.
Completou seus estudos de gramática em Bérgamo; depois, estudou retórica e filosofia no Collegio Elvetico , fundado por S. Carlo Borromeo, Milão; depois, foi para o Collegio Borromeo , Pavia, onde estudou teologia e matemática; e finalmente, estudou na Universidade de Pavia, onde obteve o doutorado em utroque iure , tanto em direito canônico quanto em direito civil, por volta de 1705; estudou Direito para agradar a família, mas sua principal inclinação era a erudição.
Foi para Roma em 1709 e aí trabalhou para enriquecer a sua erudição, nomeadamente em história, cronologia e antiguidade romana. Em 1710 foi admitido na Arcádia com o nome de Entesto Calameo. O objetivo de sua transferência para Roma foi também o trabalho da cúria papal, portanto, direcionou seus esforços para a prática dos tribunais. Ele era ajudante de estúdiode Monsenhor Giovanni Francesco Barbarigo, auditor da Sagrada Rota Romana de Veneza. Tinha demonstrado tal talento que, em 1715, foi encarregado, pelo embaixador veneziano, Nicola Duodo, e pelo papa, Clemente XI, da delicada missão diplomática de viajar a Malta para pedir ao grão-mestre da ordem os navios necessários. para defender contra os turcos alguns dos locais da República de Veneza na Moreia. Mesmo que a ajuda chegasse tarde demais e Morea fosse abandonada, a conduta de Furietti foi aprovada, e ajudou-o a conseguir do Papa Inocêncio XIII, em 19 (ou 29) de janeiro de 1722, a admissão à prelazia romana como referendário dos Tribunais de a Assinatura Apostólica da Justiça e da Graça. Em 1725, foi nomeado tenente civil do cardeal vigário de Roma, após a morte de monsenhor Filippo Cesarini. Relator do SC de Bom Governo em 1726. Foi tenente civil do auditor geral da Câmara Apostólica de 8 de outubro de 1732 a 17 de setembro de 1743. Eleitor do Tribunal da Assinatura Apostólica da Graça. Secretário do SC do Concílio Tridentino, 1743 até sua promoção ao cardinalato; além disso, foi também secretário do CE da Residência dos Bispos. Nesta época publicou em Roma as obras de dois compatriotas famosos, Gasparino Barziza e seu filho Guiniforte; as publicações receberam elogios da crítica; publicou também as obras poéticas de outro compatriota, Publio Fontana, de quem, como Barziza, escreveu sua biografia. Examinador dos candidatos à promoção ao episcopado. Eleitor do Tribunal da Assinatura Apostólica da Graça. Secretário do SC do Concílio Tridentino, 1743 até sua promoção ao cardinalato; além disso, foi também secretário do CE da Residência dos Bispos. Nesta época publicou em Roma as obras de dois compatriotas famosos, Gasparino Barziza e seu filho Guiniforte; as publicações receberam elogios da crítica; publicou também as obras poéticas de outro compatriota, Publio Fontana, de quem, como Barziza, escreveu sua biografia. Examinador dos candidatos à promoção ao episcopado. Eleitor do Tribunal da Assinatura Apostólica da Graça. Secretário do SC do Concílio Tridentino, 1743 até sua promoção ao cardinalato; além disso, foi também secretário do CE da Residência dos Bispos. Nesta época publicou em Roma as obras de dois compatriotas famosos, Gasparino Barziza e seu filho Guiniforte; as publicações receberam elogios da crítica; publicou também as obras poéticas de outro compatriota, Publio Fontana, de quem, como Barziza, escreveu sua biografia. Examinador dos candidatos à promoção ao episcopado. publicou em Roma as obras de dois compatriotas famosos, Gasparino Barziza e seu filho Guiniforte; as publicações receberam elogios da crítica; publicou também as obras poéticas de outro compatriota, Publio Fontana, de quem, como Barziza, escreveu sua biografia. Examinador dos candidatos à promoção ao episcopado. publicou em Roma as obras de dois compatriotas famosos, Gasparino Barziza e seu filho Guiniforte; as publicações receberam elogios da crítica; publicou também as obras poéticas de outro compatriota, Publio Fontana, de quem, como Barziza, escreveu sua biografia. Examinador dos candidatos à promoção ao episcopado.
Criado cardeal sacerdote no consistório de 24 de setembro de 1759; recebeu o chapéu vermelho em 27 de setembro de 1759; e o título de Ss. Quirico e Giulitta, 19 de novembro de 1759. Foi atribuído às SS. CC. do Concílio Tridentino, Imunidade Eclesiástica, Disciplina dos Regulares e Tribunal da Assinatura Apostólica da Graça. Protetor da nação e da Igreja de Bérgamo; e da colegiada e capítulo de Argenta. Ele foi um reconhecido filólogo, historiador, arqueólogo e colecionador de arte e livros antigos. Promoveu as escavações da Villa Adriana , Tivoli. Seu livro sobre mosaicos, De Musivis , tornou-se um clássico no assunto; foi publicado em Roma em 1752; ele o dedicou ao Papa Bento XIV. Abade comendador das abadias de Ss. Simone e Giuda (também chamada della Magione ); e de S. Maria e di Tutti i Santi del Galgario , ambas em Bérgamo; e de uma S. Eufemia, Treviso; de S. Maria, Savologna; e de Ss. Filippo e Giacomo, também em Bérgamo. Ele foi afetado por uma doença grave (provavelmente uma forma avançada de aterosclerose) que afetou suas condições físicas e mentais e acabou causando sua morte.
Morreu em Roma em 14 de janeiro de 1764. Exposto na igreja de S. Maria sopra Minerva, onde ocorreu o funeral; e transportado em particular e enterrado na igreja de Ss. Bartolomeo ed Alessandro dei Bergamaschi, também chamada de S. Maria della Pietà, Roma, onde em 1772 foi erguido um monumento com sua imagem em mosaico. Dos herdeiros do cardeal, em seu testamento, datado de 28 de fevereiro de 1760, nomeou como herdeiros seus sobrinhos Giovan Battista, Pietro e Antonio Lanfranco, filhos de seu irmão Francesco Luigi. Os herdeiros venderam ao Papa Clemente XIII as famosas peças de escavação pela soma de 14.000 escudos. Deixou sua biblioteca pessoal para sua cidade natal, com a obrigatoriedade de que dentro de cinco anos estivesse aberta ao público. Isso aconteceu pontualmente em 1768, então numa sala da prefeitura foi formado o núcleo da biblioteca municipal, a atual Biblioteca do Mai. O legado compreendia 36 casos e consistia em 1.363 volumes e manuscritos do cardeal. Ele também deixou 3.000 escudos para seus servos.